# Veckans Revy
Veckans Revy var en revyteater på Liseberg i Göteborg. Lokalen hette ursprungligen Gycklarevagnen och tillkom redan under Lisebergs andra sommar, 1924. Den låg alldeles intill den gamla Berg- och dalbanan, ungefär där Spegelhallen ligger idag (mellan Polketten och Mölndalsån). 
Från 1924 framträdde bondkomiker och cirkusartister på Gycklarvagnen men Lisebergschefen Herman Lindholm kom med idén att Liseberg skulle ha en aktuell revy i intimt format. När Gycklarevagnen upphörde 1942 kontaktade han Nisse Jonsson som vintertid drev en egen revy i Folkets Hus vid Järntorget i Göteborg. Lindholms idé var att det skulle sättas upp en ny revy varje vecka. Nisse Jonsson åtog sig uppdraget men upptäckte snabbt att det var omöjligt att producera en ny revy så ofta. Istället lyckades han producera två till tre revyer varje sommar men trots detta kom teatern att heta Veckans revy.
Nisse Jonsson avled 1957 och Lindholm vände sig till Sten-Åke Cederhök som redan då var ett känt revynamn i Göteborg. Sten-Åkes första Lisebergsproduktion En färgklick på stan 1958 följdes samma sommar av Det susar i bollen. Elva föreställningar i veckan gavs. Cederhök hann med åtta olika revyer i Gycklarevagnens gamla lokal innan han 1962 flyttade från till en ny lokal vid Lisebergs södra entré (Södra Fältet). Det var där Veckans revy blev ett begrepp och Cederhök en företrädare för det som började benämnas buskis.
Till en början var inte publiktillströmningen särskilt stor men efter Sten-Åke Cederhöks genombrott i TV med Jubel i busken blev det vanligt med utsålda föreställningar. 
Styrkan i Veckans Revy var rättframheten. Cederhök blygdes aldrig över sin talang. Han levererade sina vitsar och lustigheter med självklar säkerhet rakt ut mot sin publik. Hans ensemble följde honom tätt i spåren. Bland de många artisterna som framträdde på Veckans revy kan nämnas bland andra Nisse Peters, Norma Sjöholm, Gunnel Eklund, Lillemor Dahlqvist, Dagmar Olsson, Rulle Lövgren, Jonas Falk, Jill Ung, Hans Ernback, Sonja Gube, Lena-Pia Bernhardsson, Elvy Bengtsson, Ingvor Wennberg och Agneta Lindén. I 1979 års upplaga Kovändningar och påhopp medverkade den nybildade gruppen Galenskaparna (Claes Eriksson, Kerstin Granlund och Anders Eriksson).
Sten-Åke Cederhök drev Veckans Revy fram till 1982 då den lilla teaterlokalen revs för att lämna plats åt Spelhallen.

## Veckans revy 1958–1982
- 1958 Färgklick på stan
- 1958 Det susar i bollen
- 1958 Petterssons pudding
- 1959 Fanfar för folket
- 1959 Smila en smula
- 1960 Satsa på oss
- 1960 Skratt -60
- 1961 Väst skratt story
- 1962 Skratta i backarna
- 1962 Glada hotellet
- 1963 Jubel i buskarna
- 1963 På begäran
- 1964 Serverat ers Majestät (barnpjäs av Astrid Lindgren)
- 1964 Kålles show
- 1964 Lögn i stormen
- 1965 Glada Gojan
- 1965 Soppa på musik
- 1966 Hjärtats Husarer (operettparodi)
- 1966 Önskeskivan
- 1967 Sten-Åkes Hopp In
- 1968 Grina i det gröna
- 1969 Buskis som vanligt
- 1970 Rubel i buskarna
- 1971 Låt hjärtat va me
- 1972 Kvartetten som trängdes
- 1973 Jubileumsrevyn (Lisebergs 50-årsjubileum)
- 1974 En påse humor
- 1975 Rena soporna
- 1976 Buskiga blad
- 1977 Busklinje -77
- 1978 Sista versen
- 1979 Kovändningar och påhopp
- 1980 Jubel i Väst
- 1982 25 år i busken (sista föreställningen den 8 augusti 1982)

1981 spelades ingen föreställning på Veckans revy eftersom Sten-Åke Cederhök spelade teaterpjäsen Albert & Herbert på Lisebergsteatern tillsammans med Tomas von Brömssen.